# 스카이캠

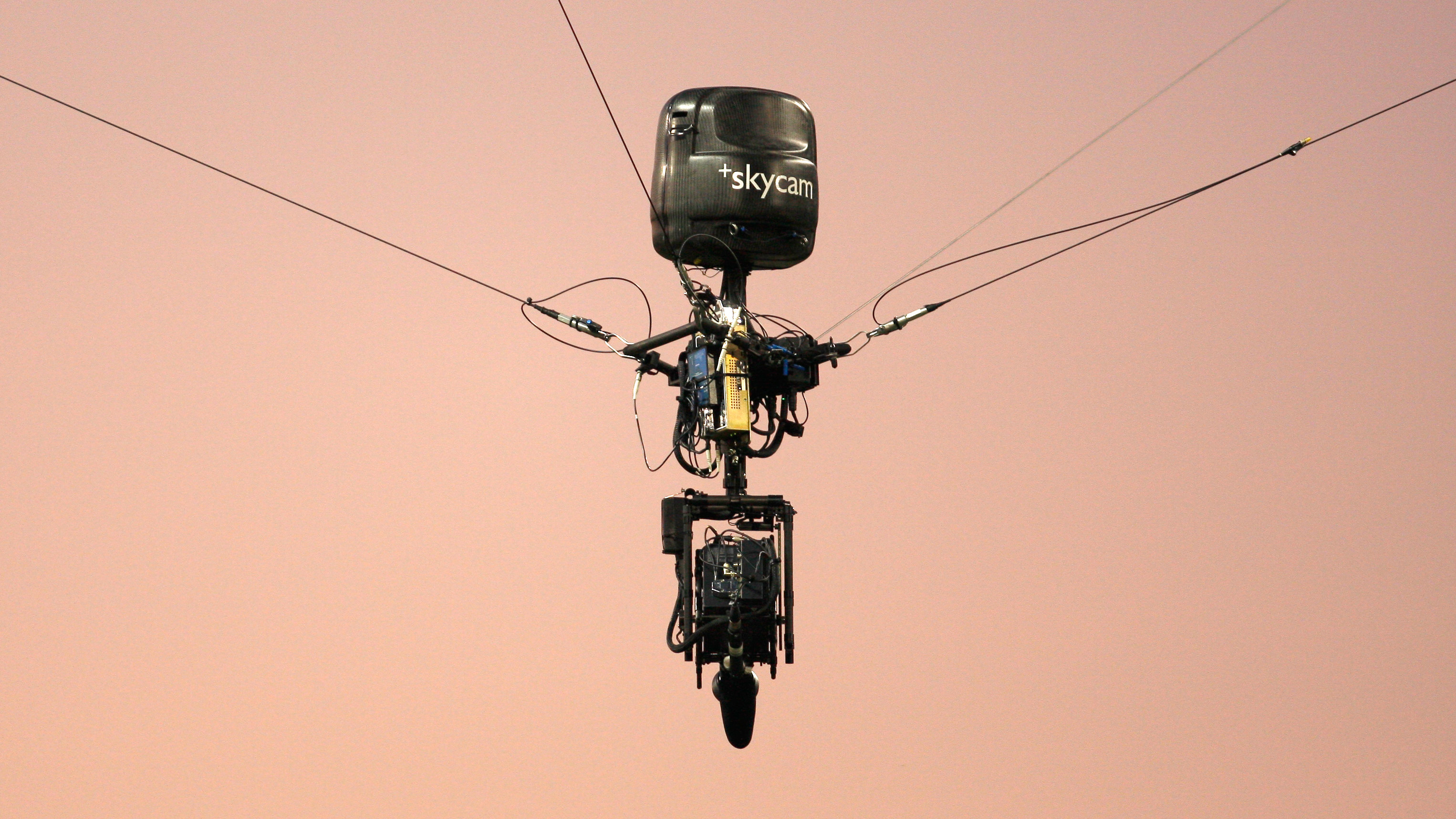
2008년 시애틀에서 열린 워싱턴 허스키스 풋볼 경기 중 작동 중인 스카이캠.

스카이캠(Skycam)은 컴퓨터로 제어되는 안정화된 케이블 서스펜션 카메라 시스템이다. 이 시스템은 컴퓨터로 제어되는 케이블 구동 시스템을 통해 경기장이나 아레나의 경기장 위 개방 공간에서 3차원으로 조작된다. 이는 비디오 게임과 같은 사진기 각도를 텔레비전 스포츠 중계에 도입하는 역할을 한다. 이 카메라 패키지는 14 킬로그램 (31 lb) 미만의 무게이며 13 m/s (29 mph)의 속도로 이동할 수 있다.

## 역사
스카이캠은 1980년대 초 개럿 브라운(스테디캠의 발명가이기도 함)이 발명했다. 스카이캠 특허는 Skycam, Inc.에 할당되었다. 2004년에 Skycam, Inc.는 위너콤(Winnercomm, Inc.)에 인수되었다. 2009년에는 위너콤이 아웃도어 채널의 모회사인 아웃도어 채널 홀딩스(Outdoor Channel Holdings, Inc.)에 인수되었다. 2013년에는 아웃도어 채널이 로스앤젤레스 램스와 덴버 너기츠를 포함한 여러 스포츠 프랜차이즈의 소유주인 크론케 스포츠 & 엔터테인먼트에 인수되었다.
2015년에 전 스카이캠 사장인 닉 살로몬은 크론케 스포츠 & 엔터테인먼트의 2013년 인수와 관련하여 계약 관계에 대한 의도적 간섭을 주장하며 연방 소송을 제기했다. 이 사건은 2017년 8월 텍사스 북부지방법원에서 심리 진행이 허용되었다. 그러다 2019년 2월, 배심원 재판을 몇 주 앞두고 기각되었다. 2019년 3월, 살로몬은 미국 제5순회 항소법원에 항소했다. 2021년 4월, 항소법원은 크론케 스포츠의 손을 들어주었다.
이러한 분쟁에도 불구하고 스카이캠은 미식축구 콘텐츠를 선보이는 데 중요한 기술로 남아 있다.

## 사용

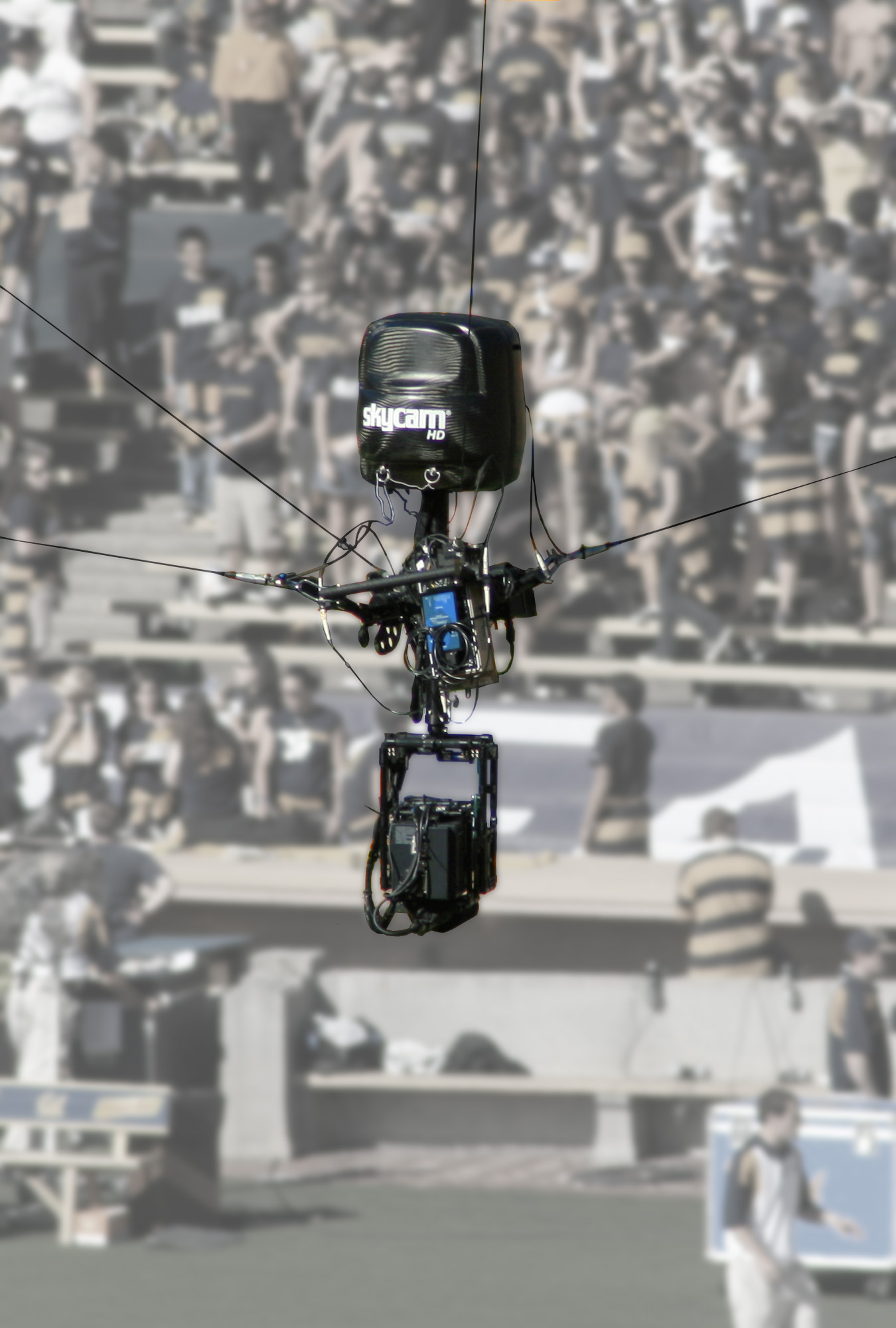
ESPN on ABC에서 중계한 캘리포니아 대학교 버클리 미식축구 경기에서 사용된 스카이캠 HD.

"스카이캠"은 등록 상표이지만, "스카이캠"이라는 용어는 종종 케이블 서스펜션 카메라 시스템의 일반적인 용어로 사용되며, 케이블캠(CableCam, 짐 로드넌스키가 발명했지만 역시 크론케 스포츠 & 엔터테인먼트, LLC의 자회사), 스파이더캠, 로비캠 3D(Robycam 3D)와 같은 경쟁 시스템에도 사용된다. 이러한 시스템은 기술이 처음 특허를 받은 1980년대 중반부터 제한적으로 사용되었지만, 1990년대 중반까지는 컴퓨터 및 서보 모터 기술의 한계와 비용(2001년 추정치에 따르면 스카이캠 사용 비용은 행사당 30,000달러)으로 인해 발전이 더뎠다. 이러한 모든 시스템은 21세기 들어 더 널리 사용되기 시작했다.

### 미식축구
스카이캠은 1984년 가을, 샌디에이고 차저스와 샌프란시스코 포티나이너스 간의 샌디에이고에서 열린 내셔널 풋볼 리그(NFL) 프리시즌 경기에 처음 공개적으로 사용되었으며, CBS를 통해 중계되었다. NBC는 1985년 오렌지 보울에서 스포츠 중계에 사용된 최초의 와이어 플라잉 원격 제어 카메라를 선보였다.
XFL은 2001년 봄에 개막했을 때 스카이캠을 방송의 주요 카메라 앵글로 광범위하게 사용한 최초의 리그 중 하나였다. 첫 주 경기 후에는 전통적인 카메라 앵글이 더 많이 사용되었지만, "엑스캠"(이 리그의 방송에서 알려진 대로)은 시즌 내내 계속해서 정기적으로 사용되었다.
ESPN은 2001년 NFL 프리시즌 중계에 스카이캠을 처음 사용했고, 2002년부터는 선데이 나이트 풋볼 중계에 꾸준히 사용했다. 이후 ESPN과 자매 네트워크인 ABC는 NCAA 풋볼, 먼데이 나이트 풋볼, 슈퍼볼 XXXVII 중계에 스카이캠을 광범위하게 사용했다. 이 네트워크들은 많은 중요한 스포츠 중계에서 메가캐스트 브랜드로 스카이캠 전용 인터넷 방송을 정기적으로 제공했다. 아마존 프라임 비디오는 서스데이 나이트 풋볼의 대체 분석 방송인 "프라임 비전 위드 넥스트 젠 스탯(Prime Vision with Next Gen Stats)"을 제공하며, 실시간 통계 그래픽 외에 주로 스카이캠의 비디오를 전달한다.
CBC는 2005년과 2006년 그레이 컵 중계에 케이블캠을 사용했다.
2017년 10월 22일, NBC는 선데이 나이트 풋볼 경기의 대부분을 스카이캠 앵글로 방송해야 했는데, 이는 전통적인 사이드라인 앵글이 짙은 안개로 가려졌기 때문이었다. 즉석 실험에 대한 반응은 대부분 긍정적이었으며(일부는 매든 NFL 프랜차이즈와 같은 미식축구 비디오 게임에서 사용되는 기본 카메라 앵글과 비교하기도 했다), NBC는 2017년 11월 16일 목요일 밤 경기에서 그리고 같은 해 12월 14일 경기에서 스카이캠을 주요 앵글로 의도적으로 사용하는 실험을 할 것이라고 발표했다.
스카이캠의 시점은 텔레비전 화면이 제공하는 시야를 더 효과적으로 활용하여 시청자가 전통적인 사이드라인 시점보다 경기를 더 명확하게 볼 수 있게 하지만, 수직 거리를 왜곡하고 야드를 평가하기 어렵게 만들어 자주 사용되지 않는 이유 중 하나였다. 결과적으로 NBC의 시험 운행에서는 레드 존을 포함한 짧은 야드 상황에서 전통적인 사이드라인 카메라로 전환했는데, 이는 짧은 거리가 사이드라인 카메라의 단점 중 일부를 상쇄하기 때문이다. 이러한 단점 중 일부를 완화하기 위해 NBC는 실시간 온필드 그래픽을 확장하여 스크리미지 라인과 퍼스트 다운을 얻기 위한 라인 사이의 영역을 어둡게 하는 "그린 존"을 포함하는 실험을 했다.

### 다른 스포츠
1984년 로스앤젤레스 올림픽을 앞두고 로스앤젤레스 메모리얼 콜리세움의 개막식과 육상 경기에 스카이캠을 사용하는 것이 제안되었다. 시험 운행 중에는 이미지가 훌륭했지만, 마지막 시험에서 4개의 지지 와이어 중 하나가 콜리세움의 페리스타일 끝에 있는 강철 미식축구 골대 꼭대기에 걸려 팔 하나가 구부러졌다. 스카이캠은 손상되지 않았지만, 그 해 올림픽에는 사용되지 않았다.
스카이캠과 케이블캠 시스템은 NBA와 NHL 결승전 시리즈, 그리고 2005년과 2006년 NASCAR 시즌의 폭스 중계에도 사용되었다. 케이블캠은 2005년 플레이어스 챔피언십의 NBC 중계에서 TPC 앳 소그래스의 유명한 17번 홀에 사용되었다. CBS는 루카스 오일 스타디움에서 열린 2010년 NCAA 남자 대학 농구 파이널 포 경기 중계에 스카이캠을 사용했다.
오스트레일리아에서는 나인 네트워크가 2004 시즌의 오스트레일리안 풋볼 리그 금요일 밤 미식축구 중계 세 번에 스카이캠을 시험 운행했다. 또한 스테이트 오브 오리진 시리즈에도 사용되었다.
MLS 방송에서 스카이캠이 처음 사용된 것은 2005년 4월 2일, 캘리포니아 카슨의 홈 디포 센터에서 열린 D.C. 유나이티드와 치바스 USA 간의 경기를 ESPN이 중계할 때였다. 그러나 스카이캠의 사용은 3주 후인 2005년 4월 23일 로스앤젤레스 갤럭시와 치바스 USA 간의 경기 중 홈 디포 센터 필드에 카메라가 추락하면서 논란이 되었다.
스카이캠은 그 이후로 2015년 MLS 올스타전을 포함하여 MLS 방송에서 드물게 사용되었다. 2016년 4월 2일, 스포팅 캔자스시티는 칠드런즈 머시 파크에서 레알 솔트레이크와의 경기에서 리그 최초의 반 영구적 스카이캠 설치를 선보였다.

## 기술 개요
스카이캠은 릴(모터 구동 장치 및 케이블), 스파(균형 잡힌 패닝 및 틸팅 비디오 카메라), 중앙 제어(조작자가 카메라를 조작하는 데 사용하는 컴퓨터 소프트웨어)의 세 가지 주요 구성 요소로 구성된다.

### 릴
이 시스템은 경기장이나 아레나의 모퉁이에 높은 고정 지점에 고정된 4개의 릴로 구성된다(영구적인 고정 장치를 사용할 수 없는 경우 케이블은 키가 크고 확장 가능한 리프트 플랫폼으로 형성된 고정된 스파에 부착된다). 각 릴은 자체 컴퓨터를 갖춘 4.5 마력 (3.4 kW) 모터와 디스크 브레이크가 있는 케이블 스풀이며, .01 인치 (0.25 mm)의 위치 정확도를 자랑한다. 케이블은 도전성 구리 요소가 있는 편조 케블라 피복 단일 모드 광섬유이며, 단일 케이블로 600 파운드 (270 kg)을 지탱할 수 있다.

### 이동식 스파
36-인치 (91 cm) 높이의 스파에는 소니 HD 카메라, 팬 및 틸트 모터, 안정화 센서가 들어 있다. 45 파운드 (20 kg) 무게의 이 패키지에는 전원 분배 모듈과 광섬유 신호용 전자 장치도 포함되어 있다.

### 중앙 제어
중앙 제어는 카메라 비행 및 비디오 제어를 제공하는 산업용 리눅스 컴퓨터 워크스테이션이다. 조종사(3D 공간에서 스파를 조작하는 사람)와 조작자(카메라 팬, 틸트, 줌 및 초점을 제어하는 사람) 모두 이 시스템을 사용하여 전체 비디오 촬영을 제어한다. 중앙 컴퓨터 시스템은 사용자 정의 소프트웨어 패키지를 사용하여 움직임, 비디오 및 장애물 회피를 포함한 카메라 시스템의 각 측면을 제어한다.

## 사건
- 2009년 12월 20일 라스베이거스 보울에서 오리건 주립 비버스와 BYU 쿠거스 간의 경기에서 강풍으로 인해 스카이캠을 철거해야 했다. 돌풍은 시속 40 마일 매 시 (64 km/h) 이상으로 보고되었다.
- 2011년 12월 30일 2011년 인사이트 보울에서 아이오와 호크아이즈와 오클라호마 수너스 간의 경기에서 스카이캠이 경기 종료 2분 22초를 남기고 필드에 추락하여 아이오와 리시버 마빈 맥넛을 거의 강타할 뻔했다. 이로 인해 경기가 약 5분 동안 지연되었고, 카메라와 케이블은 경기장에서 제거되었다.[25]
- 2022년 11월 6일 메트라이프 스타디움에서 열린 버펄로 빌스와 뉴욕 제츠 간의 9주차 경기에서 스카이캠 케이블 중 하나가 3쿼터 8분 27초를 남기고 끊어져 12분간 지연이 발생했다. 카메라와 케이블은 경기장에서 제거되었다.[26]

## 같이 보기
- 스파이더캠

### 내용주
1. 1 2 3 4 5  Lukas, Mike (2022년 1월 27일). “The NFL SkyCam: Ultimate Guide to the Floating Camera”. 《www.wsn.com》 (미국 영어). 2022년 1월 31일에 확인함.
2. ↑  Robert Evatt, "TV client buys Winnercomm: Outdoor Channel pays an undisclosed sum for the Tulsa company" 보관됨 2011-08-29 - 웨이백 머신, 털사 월드, January 13, 2009.
3. ↑  Lieberman, David (2013년 5월 17일). “Kroenke Sports Completes Outdoor Channel Acquisition”. 《Deadline》 (미국 영어). 2022년 1월 31일에 확인함.
4. ↑  ¨Kroenke in fight over cameras used in NFL games¨ St. Louis Business Journal, December 2, 2015
5. ↑  “PacerMonitor Federal Court Case Tools”. 《www.pacermonitor.com》.
6. ↑  “U.S. Court Of Appeals”. 《ecf.ca5.uscourts.gov》.
7. ↑  “Salomon v. Kroenke Sports & Entm't, L.L.C., No. 19-10350 | Casetext Search + Citator”. 《casetext.com》. 2021년 4월 1일. 2022년 1월 31일에 확인함.
8. ↑  “Newsroom | NBCUNIVERSAL MEDIA”. 2019년 12월 1일에 원본 문서에서 보존된 문서. 2019년 8월 24일에 확인함.
9. 1 2 3  Larry Stewart (2001년 2월 7일). “XFL, NBC Working Out Kinks”. 《로스앤젤레스 타임스》. 2009년 3월 10일에 확인함.
10. ↑  Cone, Lawrence L. (October 1985). “Skycam: An Aerial Robotic Camera System”. 《BYTE》. 122면. 2013년 10월 27일에 확인함.
11. ↑  “"The Design and Operation of Skycam" by McConkey, Larry - American Cinematographer, Vol. 66, Issue 4, April 1985”. 2013년 10월 30일에 원본 문서에서 보존된 문서. 2017년 9월 11일에 확인함.
12. ↑  Terry Tefton (2011년 5월 16일). “Bubba Cam put cameraman into the game”. 《Sports Business Daily》 (American City Business Journals). 2011년 5월 17일에 확인함.
13. ↑  “CBC will be stringing viewers along”. CFL.ca. 2005년 8월 8일. 2007년 9월 30일에 원본 문서에서 보존된 문서. 2006년 12월 3일에 확인함.
14. ↑  Dachman, Jason (2017년 10월 23일). “Inside Fog Bowl 2.0: How NBC's Sunday Night Football Team Adapted on the Fly With SkyCam”. 《Sports Video Group》 (영어). 2022년 1월 31일에 확인함.
15. ↑  “How fog might have revealed the future of NFL camera angles”. 《SBNation.com》. 2017년 11월 17일에 확인함.
16. 1 2  Geoffrey C. Arnold (2017년 11월 16일). “NBC's 'SkyCam' will provide Madden-like view of tonight's Titans-Steelers game”. 《oregonlive.com》. 2017년 11월 17일에 확인함.
17. ↑  Manza-Young, Shalise (2017년 12월 15일). “SkyCam returns for Broncos-Colts on Thursday Night Football”. 《Yahoo! Sports》. 2017년 12월 15일에 확인함.
18. ↑  Gaines, Cork. “3 plays that show perfectly why Skycam is the future of the NFL on TV”. 《Business Insider》.
19. ↑  “NBC's "Green Zone" Is the Ultimate Conclusion of Graphics Creep”. 《The Ringer》. 2018년 11월 21일에 확인함.
20. ↑  Dachman, Jason. “NFL Kickoff 2018: From Green Zone to Dual SkyCams, NBC Sports Has Big Plans for Sunday Night Football”. 《Sports Video Group》 (영어). 2018년 11월 21일에 확인함.
21. ↑  “I'm here to defend NBC's 'green zone' -- sort of”. 《Sports Illustrated》 (영어). 2018년 11월 21일에 확인함.
22. ↑  “ABC, ESPN2 unveil broadcast team, enhancements for 2005”. 2016년 6월 22일에 확인함.
23. ↑  “MSL notes: Adu continues to prove he deserves more minutes”. 《Deseret News》. 2005년 4월 26일. 2016년 8월 7일에 원본 문서에서 보존된 문서. 2016년 6월 22일에 확인함.
24. ↑  McDowell, Sam. “Sporting KC telecasts will soon show soccer in a new way”. 《The Kansas City Star》. 2016년 3월 11일에 원본 문서에서 보존된 문서. 2016년 4월 2일에 확인함.
25. ↑  Marshall, John (2011년 12월 31일). “No one hurt after camera falls at Insight Bowl”. 《San Diego Union-Tribune》 – Associated Press 경유.
26. ↑  Haring, Bruce (2022년 11월 6일). “CBS SkyCam Cable Snaps, Causing 12-Minute Delay In NY Jets-Buffalo Bills Game”.

### 참고 문헌
- Gwinn, Eric (November 11, 2004). [http://www.chicagotribune.com/chi-0411110081nov11,0,7518685.story